# Teodomiro Fonseca
Teodomiro Porto da Fonseca (Cachoeira do Sul, 9 de novembro de 1879 — São Leopoldo, 24 de março de 1965) foi um político brasileiro. Exerceu o mandato de deputado federal constituinte pelo Rio Grande do Sul em 1946.